# Sidney Samson
Sidney Samson (Amsterdam, 2 ottobre 1981) è un disc jockey e remixer olandese.

## Biografia
Samson iniziò l'attività di Dj a 13 anni, focalizzandosi sull'hip-hop, prima di lavorare sulla musica house dal 1999. Risiede spesso al The Matrixx, famosa discoteca olandese. Pubblica Bring That Beat Back e It's All Funked Up rispettivamente sulle etichette di Digidance e Spinnin' Records. Dopo aver collaborato con Gregor Salto, ha fondato la sua etichetta discografica, Samsobeat, nel 2007. Il suo singolo di debutto Riverside arriva alla posizione numero 1 nella Dutch Top 40.
Nel febbraio 2010 pubblica il suo secondo singolo Shut Up and Let It Go. Nel 2013 pubblica Torrent con Martin Garrix. Nel 2014 viene distribuito Thunderbolt in collaborazione con Justin Prime. Sempre nello stesso anno distribuito Trojan dall'etichetta di Sander van Doorn.
Nel 2015 pubblica Magic con la partecipazione di Yves V. Il singolo è stato distribuito dall'etichetta dei due dj belga Dimitri Vegas & Like Mike Smash The House. 

### Vita privata
Nel 2014 si sposa con la cantante Eva Simons, da cui divorzia del 2016.

## Discografia

### Album
- 2008 - Emporium - The American Dream
- 2010 - Shut Up & Let It Go
- 2010 - Let's Go (Remixes)
- 2012 - Ministry of Sound: Clubbers Guide to Spring 2009 con Stafford Brothers, Sam La More

### Singoli
- Blasted
- Set Me On Fire (Vs Tara McDonald)
- Wake Up Call (ft. Steve Aoki)
- Countdown (ft. Bobby Burns)
- Fill U Up (ft. Sincerow)
- Punkass
- The World Is Yours
- Panorama
- Riverside
- Bass (ft. The Flexican)
- Pump Up The Stereo (ft. MC Stretch)
- You Don't Love Me (ft. Lady Bee, Skitzofrenix & Knowledje)
- Shake And Rock This
- What Do You Want Papi (ft. Gregor Salto)
- Nobody Move
- Girls (ft. Lady Bee)
- It's All Funked Up
- Dama S Salon (ft. Dj Gregory)
- Hype Up The Place (ft. Lady Bee & Tony Cha Cha)
- Shut Up And Let It Go (ft. Lady Bee)
- Quacky (ft. Afrojack)
- Mutate (ft. Lil Jon)
- Duplex
- Surrender (ft. Mc. Ambush)
- Mutate (ft. Lil Jon)
- Get Low (2012)
- Gimme Dat Ass (ft. Pitbull e Akon) (2012)
- Better Than Yesterday (ft Will.I.am)
- Move (2013)
- Torrent (ft. Martin Garrix) (2013)
- Go (ft. Gwise) (2013)
- Good Time (Dreamfields Anthem 2013)
- Y.L.B. (ft. Leroy Styles) (2013)
- Revenge Of The Acid (ft. Killfake) (2013)
- Make The Club Go Like (ft. Alvita) (2013)
- Thunderbolt (ft. Justin Prime) (2014)
- Trojan (2014)
- Magic (ft. Yves V) (2015)
- 2020: Matalo (con Marboo)

### Remix
- Katy Perry - Last Friday Night
- Blaqstarr - Rider Girl
- Steve Aoki & Laidback Luke ft. Lil Jon - Turbulence
- Ferry Corsten - Punk
- David Guetta ft. Flo Rida & Nicki Minaj - Where Them Girls At
- David Guetta ft. Nicki Minaj - Turn Me On
- David Guetta ft. Akon - Wake Up Call
- Rihanna - S&M
- Pitbull - Hey Baby (Drop It to the Floor)
- Innerpartysystem - Not Gettin Any Better
- Martin Solveig e Dragonette - Hello
- Die & Interface ft. William Cartwright - Brightlight
- David Guetta & Chris Willis ft. Fergie & LMFAO - Gettin' Over You
- Kylie Minogue - Get Outta My Way
- Stafford Brothers - Wasted
- Flo Rida ft. David Guetta - Club Can't Handle Me
- Silvio Ecomo & Chuckie - Moombah
- Kelly Rowland ft. David Guetta - Commander
- Ian Carey - Let Loose
- Roger Sanchez & Far East Movement- 2gether
- Bobby Burns - I'm From Holland (Sidney Samson & Tony Cha Cha Remix)
- Tony Cha Cha - Solar
- Tony Cha Cha - Slut
- Bassjackers - Clifton
- Reel2real - I Like To Move It
- Chicane - Come Back
- Ellie - Superstar
- Jennifer Lopez feat. Pitbull - Papi
- Lady Gaga - Marry The Night
- Pitbull feat. Christina Aguilera - Feel This Moment
- Far East Movement feat. Flo Rida & Sidney Samson - Change Your Life (Sidney Samson Arena Mix)
- Afrojack feat. Chris Brown - As Your Friend
- Martin Garrix feat. Clinton Kane - Drown